# 圣让代罗
圣让代罗（法語：Saint-Jean-d'Eyraud，法語發音：[sɛ̃ ʒɑ̃ dɛʁo]）是法国多尔多涅省的一个旧市镇，位于该省西南部，属于贝尔热拉克区。2019年1月1日，圣让代罗与邻近的3个市镇合并为新市镇埃罗-克朗普斯-莫朗斯。

## 地理
圣让代罗（44°57'17"N, 0°27'12"E）面积10.05 平方千米，位于法国新阿基坦大区多爾多涅省，该省份为法国西南部内陆省份，是法國本土面积第三大的省，大致对应佩里戈尔地区，北起顺时针与夏朗德省、上维埃纳省、科雷兹省、洛特省、洛特-加龙省、吉倫特省和滨海夏朗德省接壤。
与圣让代罗接壤的市镇（或旧市镇、城区）包括：拉韦西耶尔、莫朗斯、圣于连德克朗普斯。
圣让代罗的时区为UTC+01:00、UTC+02:00（夏令时）。

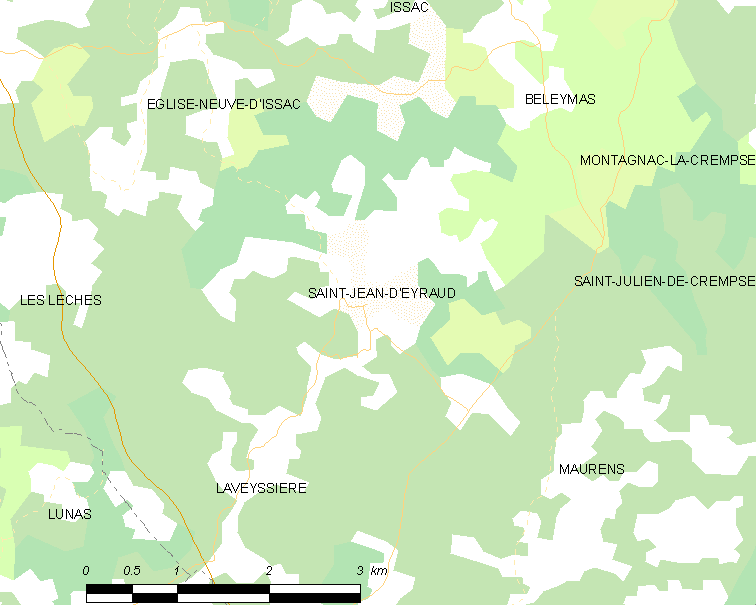
圣让代罗的OSM定位图

## 行政
圣让代罗的邮政编码为24140，INSEE市镇编码为24427。

## 政治
圣让代罗所属的省级选区为中佩里戈尔县。

## 人口

1962-2008年间圣让代罗人口变化图示

圣让代罗于2018年1月1日时的人口数量为175人。